# Simfonia núm. 2 (Barber)
Simfonia núm. 2, op. 19 és una obra de tres moviments per a orquestra del compositor nord-americà Samuel Barber. L’obra, de 25 minuts, es va escriure originalment el 1944. L’obra va patir moltes revisions i finalment es va publicar el 1950. Barber va retirar el manuscrit original el 1964. Va ordenar que G. Schirmer destruís el manuscrit original i totes les partitures de la seva biblioteca. L'obra va romandre inèdita durant molts anys fins al 1984, quan un conjunt de peces van aparèixer en un magatzem a Anglaterra. L’interès renovat per l’obra de Barber va portar a la reedició de l'edició del 1950 al 1990.

## Història

### Composició
Samuel Barber va començar la seva carrera de composició als set anys. Va ser acceptat al prestigiós Institut de Música Curtis als 14 anys. Va rebre l'aclamació de la crítica per les seves primeres composicions, incloent l'Overture to the School for Scandal i Adagio for Strings. El seu primer èxit va portar a una comissió de la Força Aèria dels Estats Units el 1943 per escriure una "obra simfònica sobre aviadors". La sol·licitud va arribar poc després que es va unir a l'exèrcit dels Estats Units el 1942. Barber va passar un temps a una base de la Força Aèria dels Estats Units perquè pogués participar en entrenaments de vol i simulacions de batalla. Li van donar quatre mesos per escriure la peça entenent que l'exèrcit rebria totes els royalties per sempre.
El general Barton K. Yount es va dirigir a Samuel Barber sobre l'encàrrec i li va demanar que inclogués "dispositius moderns" a la composició. Barber va fer honor a aquesta sol·licitud mitjançant l’ús d’un generador de tons electrònic construït per Bell Telephone Laboratories en el segon moviment. Aquest dispositiu estava destinat a representar el so d'un feix de ràdio utilitzat per guiar els aviadors nocturns. La simfonia es va revisar el 1947 per substituir el generador de tons electrònic per un clarinet en mi bemoll.

### Estrena
La Simfonia núm. 2 va ser estrenada el 3 de març de 1944 per l'Orquestra Simfònica de Boston. Serge Koussevitzky va dirigir l'estrena al Symphony Hall de Boston, MA.

### Revisions
Samuel Barber va retirar la simfonia el 1964 i va ordenar la destrucció de la partitura. La seva explicació es va basar en el fet que alguns moments de la seva obra era propaganda de guerra. Va continuar dient: "Els temps del cataclisme poques vegades són propicis per a la creació de bona música, sobretot quan el compositor intenta dir massa. Però la veu lírica, que expressa el dilema de l’individu, encara pot ser de reverència". Barber va pensar inicialment que la simfonia era una de les seves millors obres. Tot i això, després de vint anys amb actuacions poc freqüents, va decidir que la simfonia, segons les seves paraules, "no era una bona obra".
El 1984 es va trobar en un magatzem anglès de G. Schirmer un conjunt de parts orquestrals que d’alguna manera van escapar de la destrucció. Les peces van ser retornades a Nova York, on van ser utilitzades per a la gravació de l'Orquestra Simfònica de Nova Zelanda amb la direcció d'Andrew Schenck. Un renovat interès per la música de Samuel Barber va portar a la reedició de la segona simfonia revisada per Barber el 1990. El 1964 Barber va salvar el segon moviment de la Simfonia núm. 2 com a poema simfònic, al qual va donar el títol deVol nocturn, op. 19a. L’obra d’un sol moviment és idèntica al moviment simfònic amb només alguns ajustaments menors. Barber també va incorporar els temes inicials del primer moviment de la simfonia núm. 2 a la seva òpera, Anthony and Cleopatra (1966), i la seva obra orquestral, Fadograph of a Yestern Scene (1971).

## Recepció
La publicació original de la Simfonia núm. 2 de Barber va ser àmpliament criticada per diversos motius. Diversos crítics van considerar que l'obra era poc més que propaganda en temps de guerra. Molta gent es va queixar de la inclusió del generador de tons electrònic en una obra simfònica. Malgrat moltes crítiques negatives, l'obra també en va rebre moltes de positives. L'obra es considerava generalment com l'a més ambiciosa i contemporània de Barber. Hi havia una gran sensació de tensió i energia a l’obra que era palpable per al públic.